# Poloostrov Šventorkalnis
Poloostrov Šventorkalnis, litevsky Šventorkalnio pusiasalis, je poloostrov na jezeře Plateliai ve městě Plateliai (Platelių seniūnija) v západní Litvě. Nachází se v Žemaitijském národním parku v okrese Plungė v Telšiaiském kraji v Žemaitii.

## Geologie a Geografie
Nejvyšším geografickým vrcholem poloostrova Šventorkalnis je kopec Šventorkalnis s nadmořskou výškou 156 m. Poloostrov se nachází v pohoří Žemaitská vysočina a byl formován zaniklým ledovcem a jezerem Plateliai už v době ledové.

## Kulturní dědictví
Poloostrov, společně s blízkým ostrovem Pilies sala a zaniklým šlechtickým sídlem na poloostrově, patří ke kulturnímu dědictví Litvy. Důvodem je také existence bývalého středověkého dřevěného mostu, který spojoval poloostrov Šventorkalnis s ostrovem Pilies sala na kterém existovalo hradiště/tvrz. Dubové mostní pilíře pocházejí z 16. století a jsou ještě částečně viditelné ve vodách jezela Plateliai. Archeologicky je potvrzeno také malé molo poblíže zaniklého mostu a několik podvodních nálezů.

## Další informace
V severozápadní části poloostrova je také malé molo a pláž. Na vrcholu kopce Šventorkalnis je mezi stromy malá nízká oplocená kaplička. Také se zde vyskytují bludné balvany. Místo je celoročně volně přístupné po polní cestě z parkoviště na ulici Šventorkalnio gatvės. Východní pobřeží poloostrova je zarostené vegetací a hůře přístupné.

## Galerie

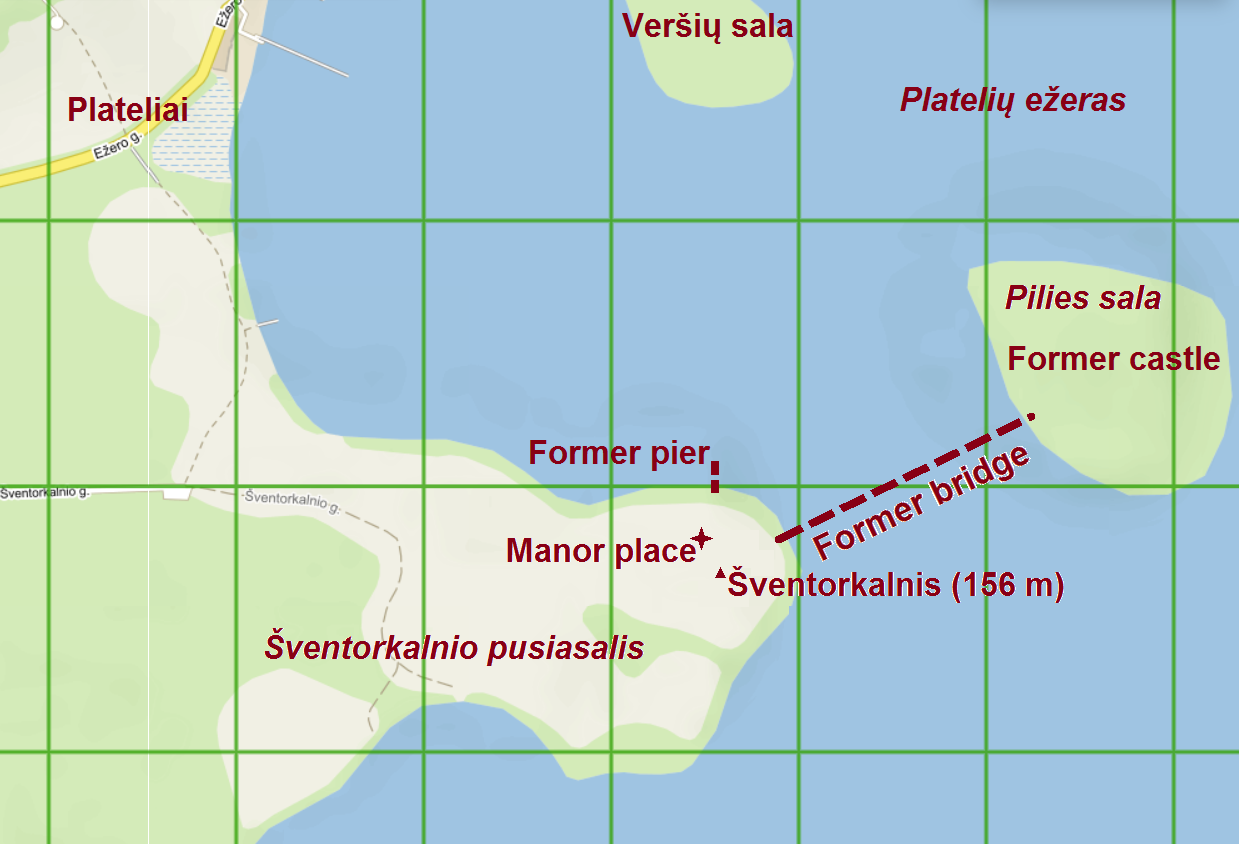
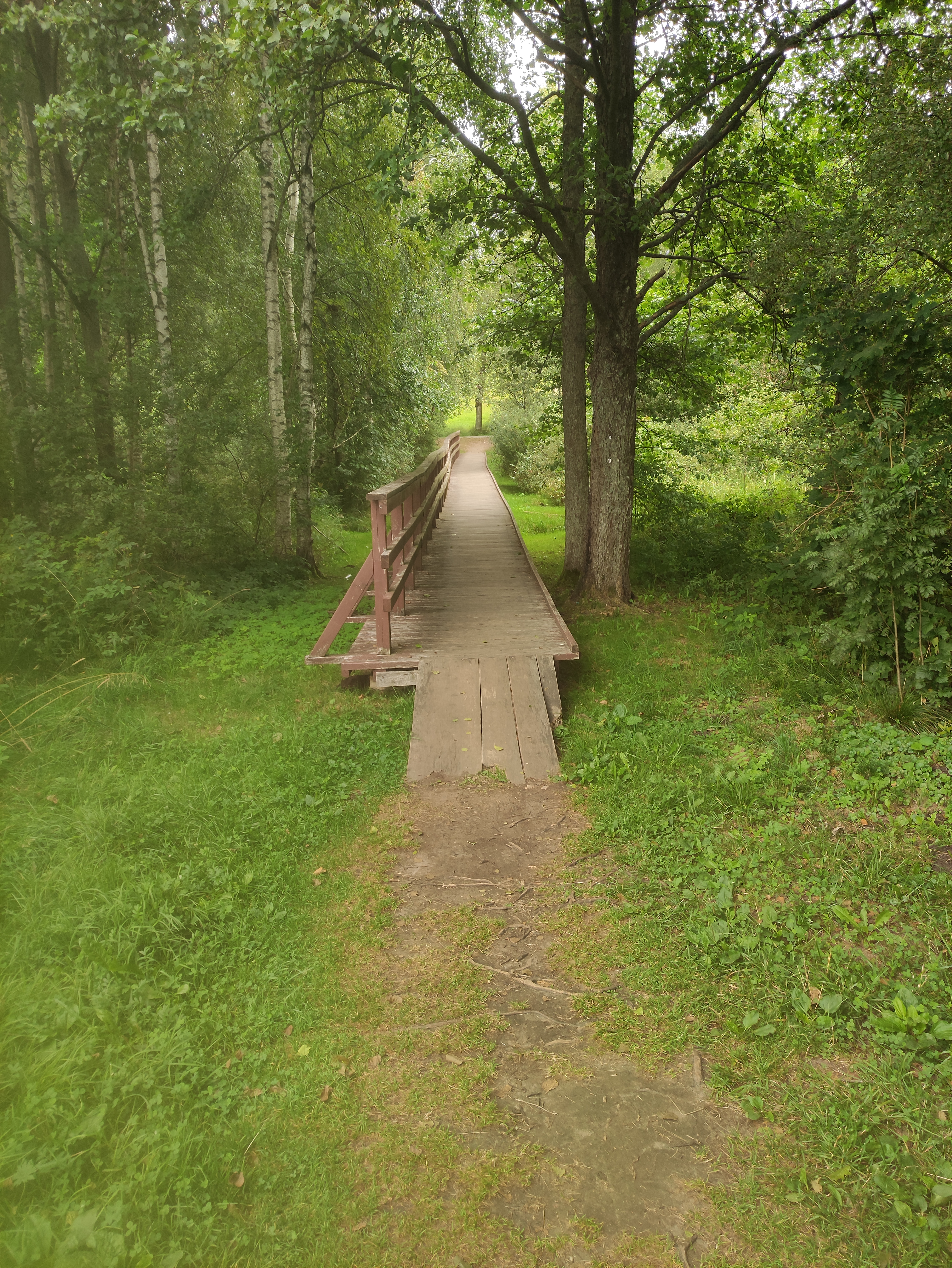
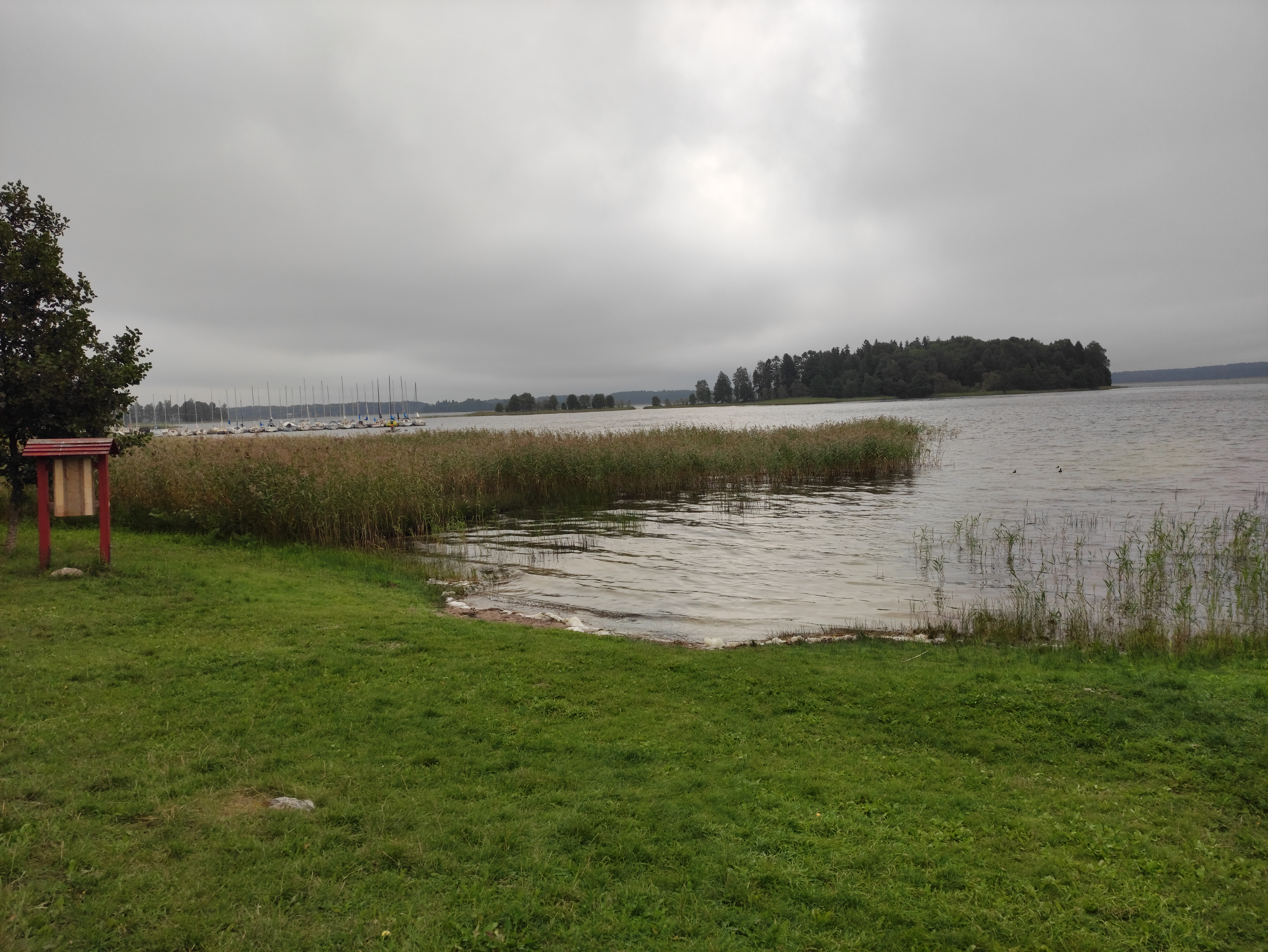
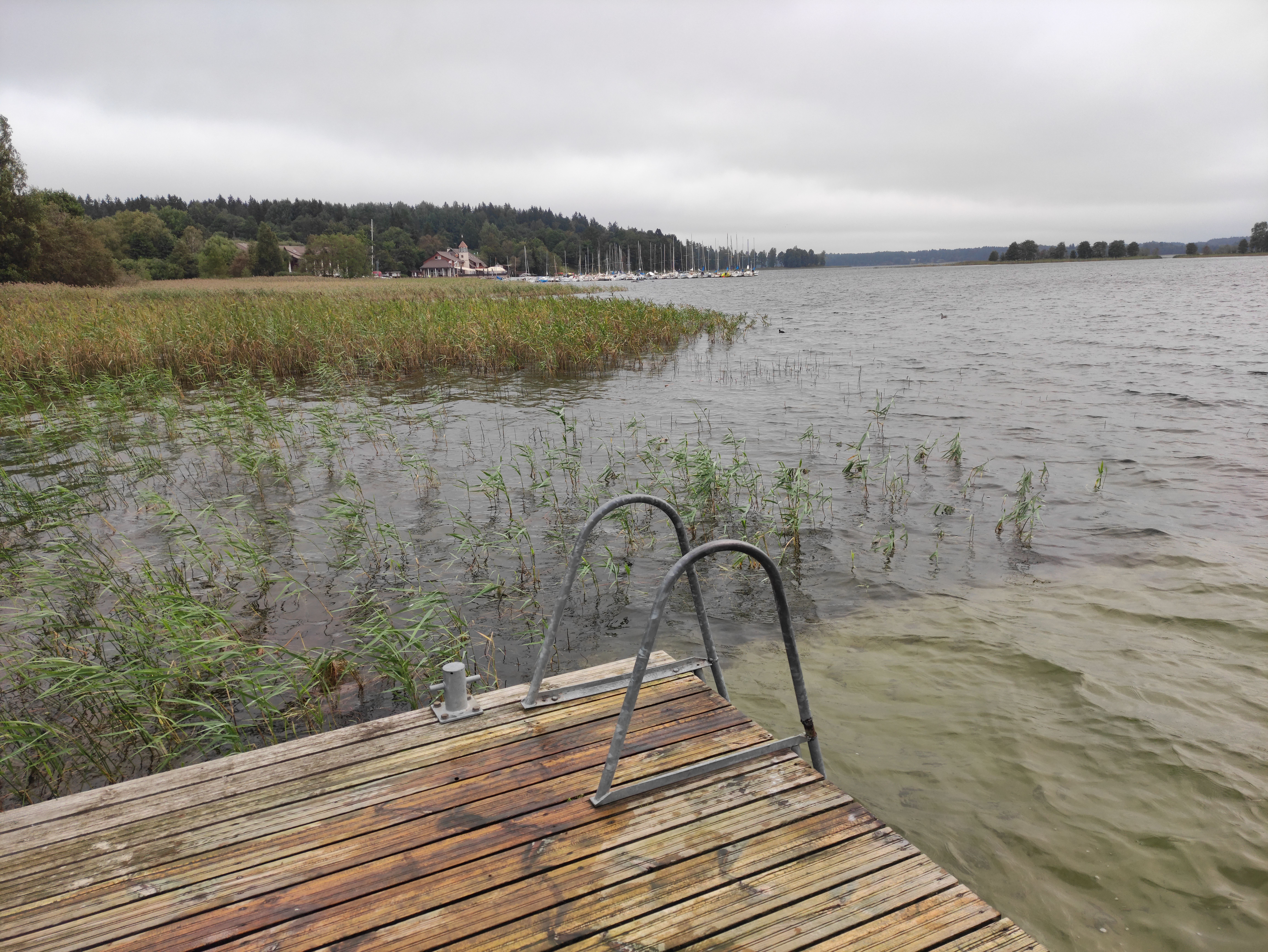
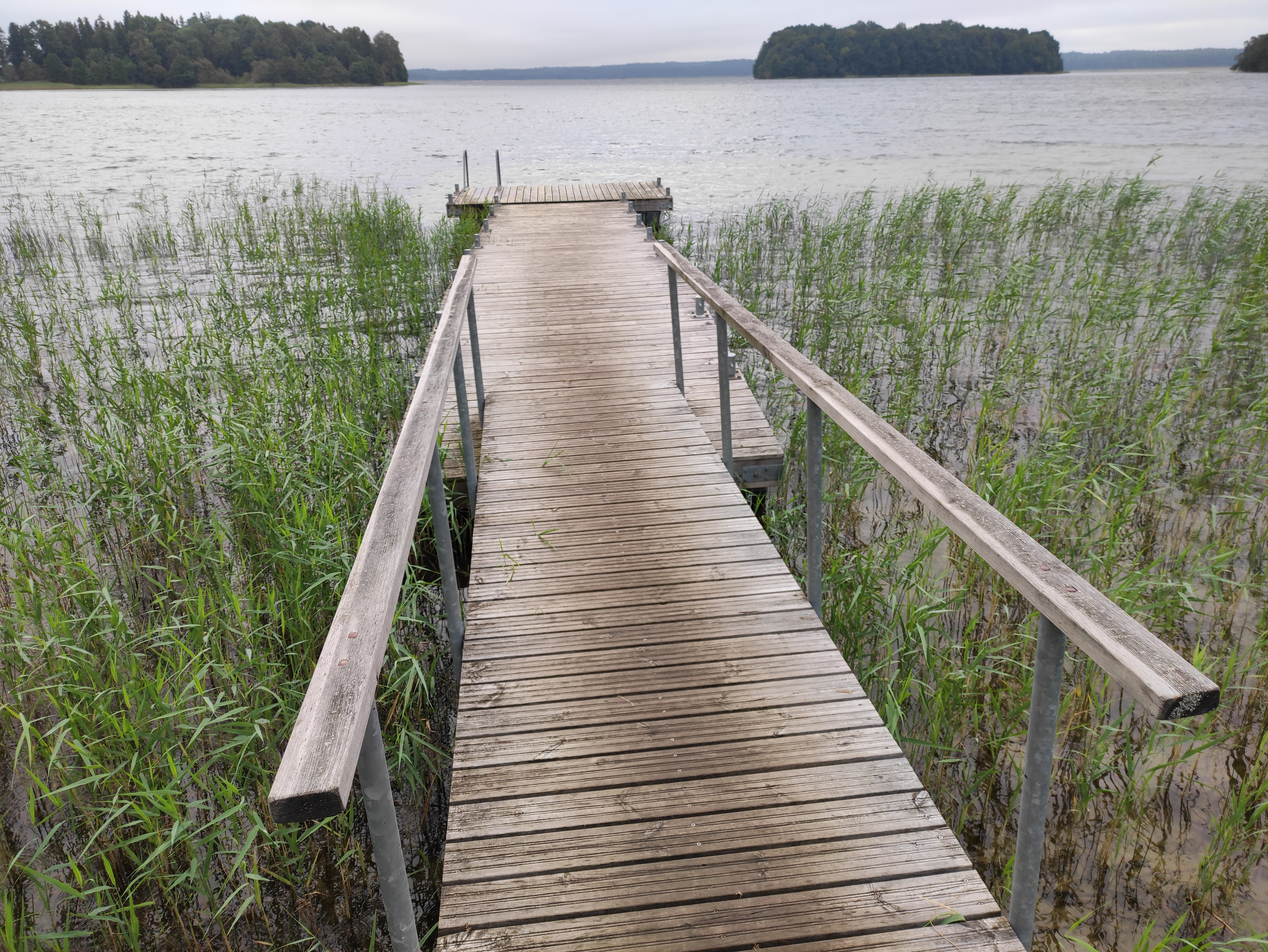
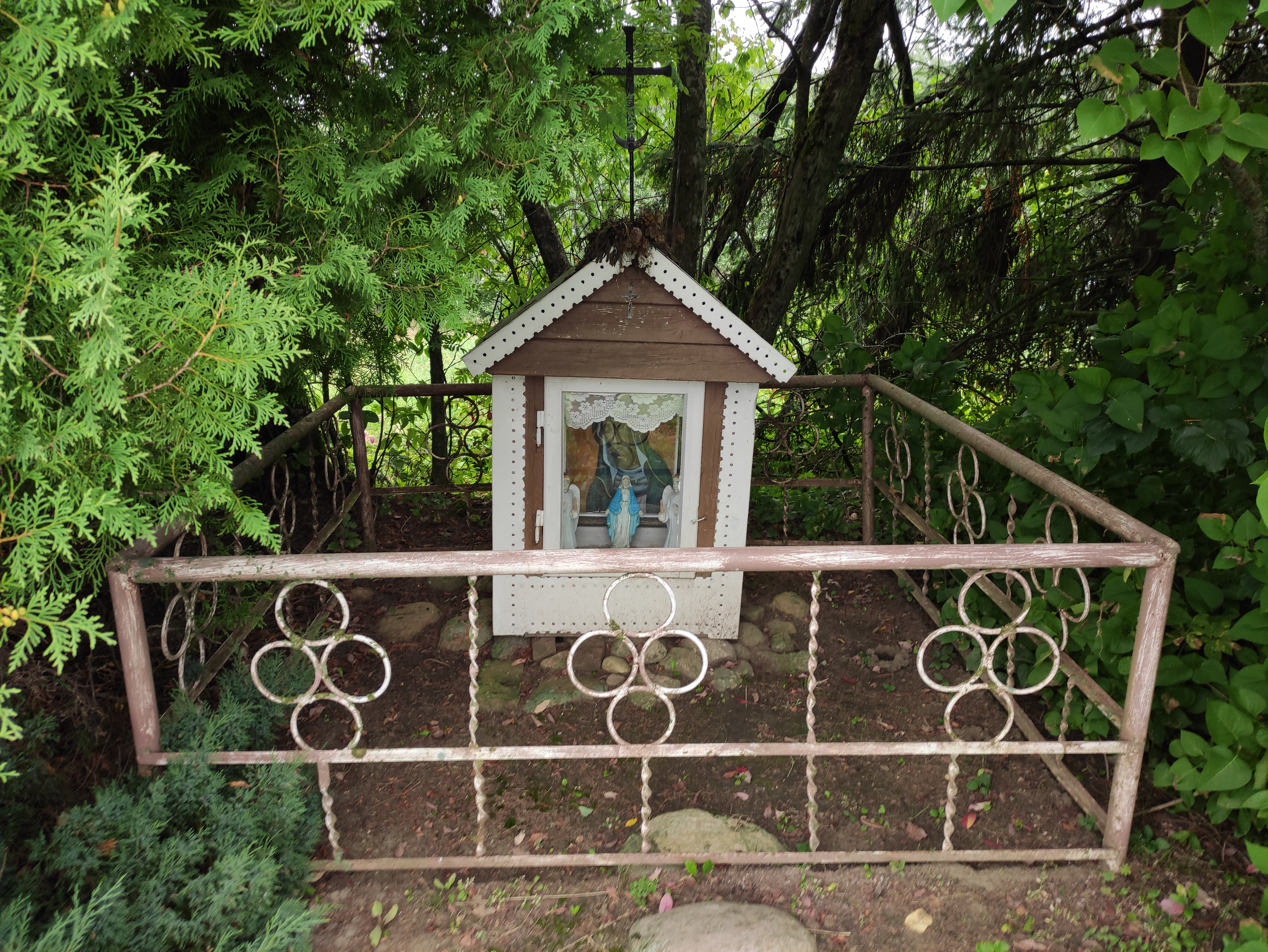